# Фримен, Ричард
Ричард Фримен (англ. Richard B. Freeman; род. 29 июня 1943, Ньюберг, шт. Нью-Йорк) — американский экономист.
Бакалавр Дартмутского колледжа (1964); доктор философии (1969) Гарварда. Преподавал в Йельском, Чикагском и Гарвардском университетах. Президент Общества экономики труда (1999).

## Основные произведения
- «Рынки труда в действии: эссе по эмпирической экономике» (Labor Markets in Action: Essays in Empirical Economics, 1989);
- «Изменение статуса профсоюзов во всем мире» (The Changing Status of Unionism Around the World, 1989);
- «Низкооплачиваемая работа: лучше меньше или больше?» (Low Wage Employment: Is More or Less Better? 1998).